# RAAF Base Tindal

i7
i11
i13
Die RAAF Base Tindal (IATA-Code: KTR, ICAO-Code: YPTN) der Royal Australian Air Force liegt 15 Kilometer außerhalb von Katherine und 320 Straßenkilometer südöstlich von Darwin im Northern Territory. Es ist die jüngste Einsatzbasis (mit Ausnahme einiger sogenannter bare bases) der australischen Luftwaffe und eine der wichtigsten Verteidigungseinrichtungen Australiens.
Die Basis stellt etwa 25 % der Bevölkerung von Katherine.

## Geschichte
Das Flugfeld wurde 1942 gebaut und war im Pazifikkrieg als Carson's Airfield bekannt. In den Jahrzehnten nach dem Krieg wurde es für zivilen Flugbetrieb erweitert.
1984 entschied die Regierung, einen Einsatzstützpunkt für die Luftwaffe in Katherine einzurichten, welcher dann nach Archibald Robert Tindal benannt wurde. Die Entfernung zum Meer sorgt für eine relative Sicherheit vor tropischen Zyklonen. Tindal öffnete offiziell am 1. Oktober 1988 und wurde Basis der 75. Squadron. Sie flog seinerzeit die „Classic“ F/A-18.
Die „Hornets“ wurden im November 2021 außer Dienst gestellt und im Dezember des Jahres trafen die ersten Lockheed Martin F-35A Lightning II in Tindal ein.
Die Basis wird zurzeit bis voraussichtlich 2027 ausgebaut, wobei die Start- und Landebahn verlängert wird und Parkpositionen für größere Flugzeuge entstehen. Die auf der RAAF Base Edinburgh stationierten letzten australischen P-3 werden durch sechs MQ-4C ersetzt. Deren Bodenkontrollstation befindet sich zwar ebenfalls in Edinburgh, aber Tindal dient als Einsatzbasis der Luftfahrzeuge. In beide Stützpunkte werden hierzu insgesamt 346 Mio. AUD investiert. Hinzu kommen weitere Investitionen für die Unterbringung von Bombern der US Air Force, die hier in Zukunft zeitweilig auf Rotationsbasis stationiert werden sollen.
Die erste australische MQ-4C traf Mitte Juni 2024 hier ein.

## Heutige Nutzung
Heute (2024) ist die RAAF Base Tindal Heimat zweier fliegenden Staffeln:
- 75. Squadron, ausgerüstet mit F-35A Lightning II, seit Dezember 2021
- 9. Squadron, ausgerüstet mit MQ-4C Triton, seit Juni 2024; die Bodenstationen der Drohnen befinden sich in Edinburgh.

Hinzu kommen diverse Unterstützungseinheiten der Luftstreitkräfte.
Neben der RAAF ist hier ein Detachment der North-West Mobile Force (NORFORCE) der australischen Armee stationiert.